# Paoline Nkunku Bakulu
 (février 2025).
Motif : Où sont les sources secondaires démontrant la notoriété du sujet?
- Archive Wikiwix
- Bing
- Cairn
- DuckDuckGo
- E. Universalis
- Gallica
- Google
- G. Books
- G. News
- G. Scholar
- Persée
- Qwant
- (zh) Baidu
- (ru) Yandex
- (wd) trouver des œuvres sur Wikidata

| 1. | Préciser le motif de la pose du bandeau. | Précisez le motif de la pose du bandeau en utilisant la syntaxe suivante : {{admissibilité à vérifier\|date=mars 2025\|motif=remplacez ce texte par le motif}}                             |
| 2. | Informer les utilisateurs concernés.     | Pensez à avertir le créateur de l'article, par exemple, en insérant le code ci-dessous sur sa page de discussion : {{subst:avertissement admissibilité à vérifier\|Paoline Nkunku Bakulu}} |

 (février 2025).
Paoline Nkunku Bakulu, née à Kinshasa le 9 juin 1969 à en République démocratique du Congo. Elle est une femme politique congolaise et actuellement Sénatrice comme la 1re suppléante de monsieur Didier Budimbu Ntubuanga à la chambre basse du parlement le Sénat,.